# رادکوف (منطقه تابور)
رادکوف (به چکی: Radkov) یک منطقهٔ مسکونی در جمهوری چک است که در منطقه تابور واقع شده‌است. رادکوف ۵٫۳۸ کیلومتر مربع مساحت و ۱۴۱ نفر جمعیت دارد و ۵۱۹ متر بالاتر از سطح دریا واقع شده‌است.